# Nghị quyết 2118 của Hội đồng Bảo an Liên Hợp Quốc
Nghị quyết 2118 được Hội đồng bảo an Liên Hợp Quốc nhất trí thông qua vào ngày 27 tháng 9 năm 2013 liên quan đến các thỏa thuận để loại bỏ vũ khí hóa học của Syria.
Nghị quyết này không cho phép bất kỳ biện pháp trừng phạt hoặc can thiệp quân sự vào Syria, nhưng cho phép Hội đồng Bảo an tiến hành một cuộc bỏ phiếu mới nếu chính quyền Tổng thống Syria Bashar al-Assad không tuân thủ kế hoạch giải trừ vũ khí hóa học do Nga đề xuất.
Nó cũng lên án vụ tấn công bằng khí độc ngày 21 tháng 8 năm 2013 ở Damas vì đã vi phạm luật quốc tế.